# Wuthering Heights (lied)

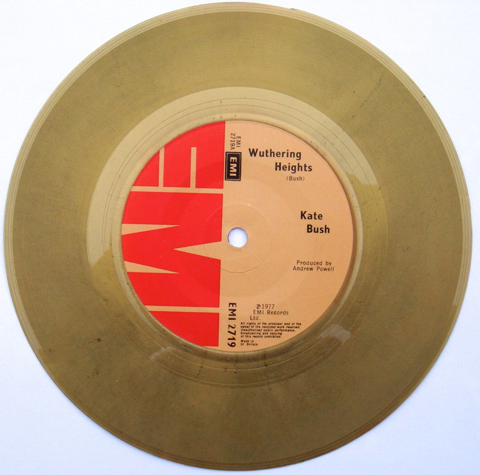
Gouden editie uit de UK

Wuthering Heights is de debuutsingle van de Britse zangeres Kate Bush. Het is een alternatief popnummer gebaseerd op het gelijknamige boek van Emily Brontë en op de verfilming daarvan uit 1970. Het is tegenwoordig nog steeds haar grootste hit. Op 20 januari 1978 werd het nummer op single uitgebracht.

## Achtergrond
Na het kijken van de verfilming besloot de jonge Kate Bush ook het boek te gaan lezen. Op slechts achttienjarige leeftijd schreef ze een tekst, die grotendeels bestond uit letterlijke citaten van hoofdpersoon Catherine Earnshaw. De muziek is van Bush zelf. Op 20 januari 1978 werd de single gepubliceerd; op de B-kant kwam het nummer Kite te staan. De plaat werd een grote hit in Europa.
Uiteindelijk zou in Bush' thuisland het Verenigd Koninkrijk de plaat vier weken aan de top van de UK Singles Chart staan, nog voor Denis van de eveneens debuterende Blondie. In Ierland, Portugal, Australië en Nieuw-Zeeland werd eveneens de nummer-1 positie bereikt. In Duitsland behaalde de plaat een 11e positie.
In Nederland was de plaat op maandag 27 februari 1978 de 114e AVRO's Radio en TV-Tip op Hilversum 3 en werd een hit in de destijds twee landelijke hitlijsten op de nationale publieke popzender. De plaat bereikte de 3e positie in de Nationale Hitparade en de 4e positie in de Nederlandse Top 40. In de Europese hitlijst op Hilversum 3, de TROS Europarade, werd de 3e positie bereikt.
In België bereikte de plaat de 6e positie in de voorloper van de Vlaamse Ultratop 50 en de 8e positie in de Vlaamse Radio 2 Top 30. In Wallonië werd geen notering behaald.
Het nummer zou ook verschijnen op Bush' debuutelpee The Kick Inside uit 1978 en werd later opgenomen op het compilatiealbum The Whole Story uit 1986.
In 1978 ontving Kate Bush voor Wuthering Heights een Edison award voor single van het jaar.
Verscheidene artiesten hebben het nummer gecoverd, onder wie Birgit Schuurman en de Finse poprock band Indica.
Sinds de allereerste editie in december 1999 staat de plaat onafgebroken genoteerd in de jaarlijkse Top 2000 van de Nederlandse publieke radiozender NPO Radio 2, met als hoogste notering tot nu toe een 67e positie in het debuutjaar 1999.

## Analyse
Behalve de literaire tekst is ook de muzikale opbouw van het lied ongebruikelijk en kunstzinnig. Het lied zet in op een A-grootakkoord met toegevoegde secunde, gespeeld op de piano. De rest van het couplet mist een tonale richting en ontwikkelt zich als volgt: A-groot - F-groot - E-groot - Cis-groot. In de regels die naar het refrein leiden (bij de woorden Bad dreams in the night etc.) klinken de akkoorden fis-klein en Gis-groot; dit laatste akkoord wordt enharmonisch als As-groot de dominant voor Des-groot, de toonsoort waarin het refrein staat. Dit refrein heeft wél een duidelijke tonale richting; ritmisch is het echter redelijk complex, met af en toe een 2/4-maat die de gebruikelijke 4/4-maten aflost. Het tweede couplet herhaalt de muziek van het eerste letterlijk. Nadat het refrein voor de tweede keer heeft geklonken komt er een bridge (bij de woorden Ooh! Let me have it!...), die begint met een valse cadens (op bes-klein, de zesde trap). Nadat het refrein nog eens klinkt wordt het thematische materiaal van dit refrein minutenlang herhaald, onder meer op de gitaar (een solo van Ian Bairnson) en met toegevoegde strijkerspartijen, tot de muziek uiteindelijk in een fade-out verdwijnt.

## Hitnoteringen

### Nederlandse Top 40
| Wuthering Heights in de Nederlandse Top 40 – binnen: 11-03-1978 | Wuthering Heights in de Nederlandse Top 40 – binnen: 11-03-1978 | Wuthering Heights in de Nederlandse Top 40 – binnen: 11-03-1978 | Wuthering Heights in de Nederlandse Top 40 – binnen: 11-03-1978 | Wuthering Heights in de Nederlandse Top 40 – binnen: 11-03-1978 | Wuthering Heights in de Nederlandse Top 40 – binnen: 11-03-1978 | Wuthering Heights in de Nederlandse Top 40 – binnen: 11-03-1978 | Wuthering Heights in de Nederlandse Top 40 – binnen: 11-03-1978 | Wuthering Heights in de Nederlandse Top 40 – binnen: 11-03-1978 | Wuthering Heights in de Nederlandse Top 40 – binnen: 11-03-1978 | Wuthering Heights in de Nederlandse Top 40 – binnen: 11-03-1978 | Wuthering Heights in de Nederlandse Top 40 – binnen: 11-03-1978 | Wuthering Heights in de Nederlandse Top 40 – binnen: 11-03-1978 |
| Week                                                            | 1                                                               | 2                                                               | 3                                                               | 4                                                               | 5                                                               | 6                                                               | 7                                                               | 8                                                               | 9                                                               | 10                                                              | 11                                                              |                                                                 |
| --------------------------------------------------------------- | --------------------------------------------------------------- | --------------------------------------------------------------- | --------------------------------------------------------------- | --------------------------------------------------------------- | --------------------------------------------------------------- | --------------------------------------------------------------- | --------------------------------------------------------------- | --------------------------------------------------------------- | --------------------------------------------------------------- | --------------------------------------------------------------- | --------------------------------------------------------------- | --------------------------------------------------------------- |
| Nummer                                                          | 26                                                              | 10                                                              | 5                                                               | 5                                                               | 4                                                               | 4                                                               | 8                                                               | 10                                                              | 15                                                              | 24                                                              | 38                                                              | uit                                                             |

### Nationale Hitparade
| Wuthering Heights in de Nationale Hitparade – binnen: 25-03-1978 | Wuthering Heights in de Nationale Hitparade – binnen: 25-03-1978 | Wuthering Heights in de Nationale Hitparade – binnen: 25-03-1978 | Wuthering Heights in de Nationale Hitparade – binnen: 25-03-1978 | Wuthering Heights in de Nationale Hitparade – binnen: 25-03-1978 | Wuthering Heights in de Nationale Hitparade – binnen: 25-03-1978 | Wuthering Heights in de Nationale Hitparade – binnen: 25-03-1978 | Wuthering Heights in de Nationale Hitparade – binnen: 25-03-1978 | Wuthering Heights in de Nationale Hitparade – binnen: 25-03-1978 | Wuthering Heights in de Nationale Hitparade – binnen: 25-03-1978 |
| Week                                                             | 1                                                                | 2                                                                | 3                                                                | 4                                                                | 5                                                                | 6                                                                | 7                                                                | 8                                                                |                                                                  |
| ---------------------------------------------------------------- | ---------------------------------------------------------------- | ---------------------------------------------------------------- | ---------------------------------------------------------------- | ---------------------------------------------------------------- | ---------------------------------------------------------------- | ---------------------------------------------------------------- | ---------------------------------------------------------------- | ---------------------------------------------------------------- | ---------------------------------------------------------------- |
| Nummer                                                           | 6                                                                | 5                                                                | 3                                                                | 6                                                                | 8                                                                | 8                                                                | 19                                                               | 26                                                               | uit                                                              |

### TROS Europarade
Hitnotering: 16-03-1978 t/m 11-05-1978. Hoogste notering: #3 (2 weken).

### NPO Radio 2 Top 2000
| Nummer met noteringen in de NPO Radio 2 Top 2000 | '99 | '00 | '01 | '02 | '03 | '04 | '05 | '06 | '07 | '08 | '09 | '10 | '11 | '12 | '13 | '14 | '15 | '16 | '17 | '18 | '19 | '20 | '21 | '22 | '23 | '24 |
| ------------------------------------------------ | --- | --- | --- | --- | --- | --- | --- | --- | --- | --- | --- | --- | --- | --- | --- | --- | --- | --- | --- | --- | --- | --- | --- | --- | --- | --- |
| Wuthering Heights                                | 67  | 77  | 96  | 95  | 116 | 93  | 99  | 119 | 111 | 102 | 101 | 102 | 132 | 144 | 164 | 117 | 128 | 118 | 120 | 126 | 140 | 129 | 139 | 107 | 110 | 116 |

1. ↑  Een vetgedrukt getal geeft de hoogste notering aan.

### Evergreen Top 1000
| Evergreen Top 1000 | Evergreen Top 1000 | Evergreen Top 1000 | Evergreen Top 1000 | Evergreen Top 1000 | Evergreen Top 1000 | Evergreen Top 1000 | Evergreen Top 1000 | Evergreen Top 1000 | Evergreen Top 1000 | Evergreen Top 1000 | Evergreen Top 1000 | Evergreen Top 1000 | Evergreen Top 1000 | Evergreen Top 1000 | Evergreen Top 1000 | Evergreen Top 1000 |
| Jaar               | 2008               | 2009               | 2010               | 2011               | 2012               | 2013               | 2014               | 2015               | 2016               | 2017               | 2018               | 2019               | 2020               | 2021               | 2022               | 2023               |
| ------------------ | ------------------ | ------------------ | ------------------ | ------------------ | ------------------ | ------------------ | ------------------ | ------------------ | ------------------ | ------------------ | ------------------ | ------------------ | ------------------ | ------------------ | ------------------ | ------------------ |
| Positie            | -                  | -                  | -                  | -                  | -                  | -                  | -                  | 179                | 211                | 321                | 154                | 137                | 218                | 261                | 235                | 242                |